# 何嘉柔
何嘉柔（英語：Ho Ka Yau，1998年6月3日—），綽號「膠柔」，香港自決派社運人士，前香港眾志常委。她亦是一名性革命支持者。

## 簡歷
2019年3月15日，香港眾志於政府總部發起靜坐，要求撤回《逃犯條例》修訂。留守示威者之一何嘉柔遭一名男保安騎壓在身上近一分鐘，直至其他示威者喝停，便將她拉跌並壓在她身上近一分鐘，直至有其他示威者喝停，何嘉柔事後批評該男保安的行為令她感到恐懼及憤怒，而她右邊腰部至今仍感疼痛，稍後會驗傷。警方以強行進入罪拘捕四男五女示威者，政府發言人事後強烈譴責香港眾志行動，香港眾志及24位民主派立法會議員亦發表聲明，譴責政總保安以不必要武力對付眾志示威者。何嘉柔曾被政見不同意見者改圖抹黑，把兩粒乳頭鍵在白色衣服上面，聲稱其參與抗爭時露點及激凸。

## 軼事
- 曾與黃莉莉、南區區議會田灣區議員袁嘉蔚於香港眾志的YouTube頻道拍攝一段探討感情煩惱、兩性關係以及性事的影片。[3]

- 2020年10月8日，南昌中選區區議員劉佩玉前往西九龍中心請願要求西九龍中心下架少女廣告，翌日何與袁嘉蔚、黃莉莉模仿少女廣告的穿著，前往劉的辦事處外拍照作出回應。[4]